# Littorio (couraçado)
O Littorio foi um couraçado operado pela Marinha Real e depois pela Marinha Militar Italiana e a primeira embarcação da Classe Littorio, seguido pelo Vittorio Veneto, Impero e Roma. Sua construção começou em outubro de 1934 nos estaleiros da Gio. Ansaldo & C. em Gênova e foi lançado ao mar em agosto de 1937, sendo comissionado na frota italiana em maio de 1940, pouco depois do início da Segunda Guerra Mundial. Era armado com uma bateria principal de nove canhões de 381 milímetros montados em três torres de artilharia triplas, possuía deslocamento carregado de mais de 45 mil toneladas e conseguia alcançar uma velocidade máxima de trinta nós (56 quilômetros por hora).
O Littorio foi seriamente danificado por um ataque aéreo britânico em novembro de 1940, o que o deixou fora de ação até março. Depois disso ele participou de várias incursões para interceptar a Frota do Mediterrâneo britânica, a maioria das quais sem sucesso, com exceção da Segunda Batalha de Sirte em março de 1942, quando danificou várias embarcações inimigas. Foi renomeado para Italia em julho de 1943 depois da queda do governo fascista e danificado em setembro por um ataque aéreo alemão. O couraçado foi rendido aos Aliados e ficou internado em Malta, Alexandria e no Grande Lago Amargo, onde permaneceu até 1947. Depois disso, foi tirado de serviço e desmontado em La Spezia.

## Características

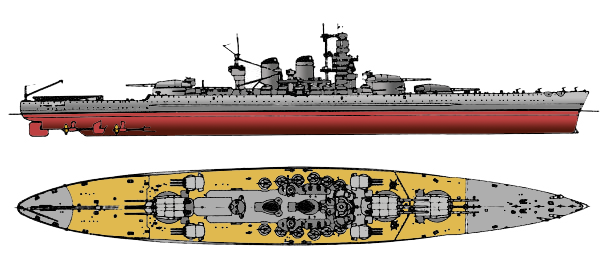
Desenho da Classe Littorio

O Littorio tinha 237,76 metros de comprimento de fora a fora, uma boca de 32,82 metros e um calado de 9,6 metros. O navio possuía um deslocamento projetado de 40 724 toneladas, uma violação da restrição de 36 mil toneladas imposta pelo Tratado Naval de Washington de 1922; esse valor podia chegar a 45 236 toneladas quando totalmente carregado com suprimentos de combate. Seu sistema de propulsão era composto por oito caldeiras Yarrow alimentadas por óleo combustível que impulsionavam quatro conjuntos de turbinas a vapor Belluzo, que chegavam a produzir um total de 128 mil cavalos-vapor (94,1 mil quilowatts) de potência. O Littorio era capaz de alcançar uma velocidade máxima de trinta nós (56 quilômetros por hora) e tinha uma autonomia de 3,92 mil milhas náuticas (7,26 mil quilômetros) a uma velocidade de vinte nós (37 quilômetros por hora). Sua tripulação era de oitenta oficiais e 1 750 marinheiros. Também era equipado com uma catapulta na popa e três hidroaviões para ações de reconhecimento.
A bateria principal consistia em nove canhões Ansaldo Modello 1934 de 381 milímetros montados em três torres de artilharia triplas, duas na proa e uma na popa. Seus armamentos secundários tinham doze canhões Ansaldo Modello 1934/35 de 152 milímetros em quatro torres triplas e quatro canhões Ansaldo Modello 1891/92 de 120 milímetros em torres únicas; estas eram armas antigas usadas para disparar projéteis iluminadores. A bateria antiaérea tinha doze canhões Ansaldo Modello 1938 de 90 milímetros, vinte canhões Breda de 37 milímetros e 24 canhões Breda Modello 35 de 20 milímetros. O cinturão de blindagem tinha 280 milímetros de espessura e era complementado por uma segunda camada de aço de setenta milímetros. O convés era protegido por 162 milímetros na área central, reduzindo-se para 45 milímetros sobre partes menos vitais. As torres de artilharia principais tinham blindagem que ia desde 150 até 380 milímetros de espessura, enquanto as barbetas eram blindadas com 350 milímetros. A torres de artilharia secundárias eram protegidas por 280 milímetros e, por fim, a torre de comando possuía proteção de 255 milímetros.

## História
O Littorio foi construído pelos estaleiros da Gio. Ansaldo & C. em Gênova. Seu batimento de quilha ocorreu no dia 28 de outubro de 1934, aniversário da Marcha sobre Roma realizada pelo Partido Nacional Fascista em 1922. A construção de seu irmão Vittorio Veneto começou no mesmo dia. Mudanças de projeto e falta de chapas de blindagem atrasaram o cronograma de obras, fazendo com que o lançamento fosse adiado em três meses em relação a data original em maio de 1937. O couraçado foi finalmente lançado ao mar em 22 de agosto de 1937 durante uma cerimônia que teve a presença de vários dignitários italianos. Ele foi batizado por Teresa Ballerino Cabella, a esposa de um trabalhador da Ansaldo, tendo sido nomeado em homenagem ao lictor, um símbolo do fascismo. O processo de equipagem durou até o início de 1940; durante esse período, a proa da embarcação foi modificada para diminuir a vibração e reduzir a umidade. O Littorio realizou seus testes marítimos no decorrer de dois meses, entre 23 de outubro e 21 de dezembro de 1939. Foi finalmente comissionado na frota italiana em 6 de maio de 1940 depois de testes adicionais terem sido feitos no mesmo mês, sendo então enviado para Tarento junto com o Vittorio Veneto para fazer parte da 9ª Divisão, na época sob o comando do almirante de divisão Carlo Bergamini.
O navio partiu em uma surtida entre os dias 31 de agosto e 2 de setembro como parte de uma força italiana composta por cinco couraçados, dez cruzadores e 34 contratorpedeiros, que tinha a intenção de interceptar forças navais britânicas e o Comboio MB.3 que seguiam para Malta, porém nenhum contato visual foi estabelecido devido a um trabalho ruim de reconhecimento aéreo, assim não houve confronto. Uma ação semelhante ocorreu entre 29 de setembro e 1º de outubro com o objetivo de atacar comboios transportando tropas para Malta; a força italiana era formada por cinco couraçados, onze cruzadores e 23 contratorpedeiros, porém também não houve confronto.

### Batalha de Tarento

Desenho mostrando o dano infligido ao Littorio na Batlaha de Tarento em novembro de 1940

A Frota do Mediterrâneo da Marinha Real Britânica lançou um grande ataque aéreo contra o porto de Tarento na noite do dia 10 para o 11 de novembro. Vinte e dois aviões torpedeiros Fairey Swordfish lançados do porta-aviões HMS Illustrious atacaram a frota italiana em duas ondas. A base de Tarento era defendida por 21 canhões antiaéreos de noventa milímetros e por mais alguns canhões menores de 37 e vinte milímetros, junto com 27 balões barragem. Os italianos não tinham radares e assim foram pegos de surpresa pela chegada dos Swordfish. O Littorio e os outros couraçados também não tinham redes anti-torpedos suficientes. A primeira onda chegou às 20h35hmin, seguida pela segunda aproximadamente uma hora depois.
Os Swordfish acertaram o Littorio três vezes, o Duilio uma vez e o Conte di Cavour uma vez também. Dos torpedos que acertaram o Littorio, dois foram na proa e um na popa; este último destruiu o leme e a onda de choque da explosão danificou os equipamentos de direção. Os dois acertos na proa causaram enormes inundações que fizeram a dianteira do couraçado afundar e bater no fundo do porto, com seu convés principal ficando submerso até a altura das torres de artilharia principais. Ele só pode ser levado até uma doca seca a fim de passar por reparos no dia 11 de dezembro devido a descoberta de um torpedo não-detonado embaixo de sua quilha. A remoção desse torpedo foi uma tarefa complicada porque qualquer mudança no campo magnético ao redor do poderia acionar seu detonador magnético. Os concertos duraram até 11 de março de 1941.

### Escolta de comboios

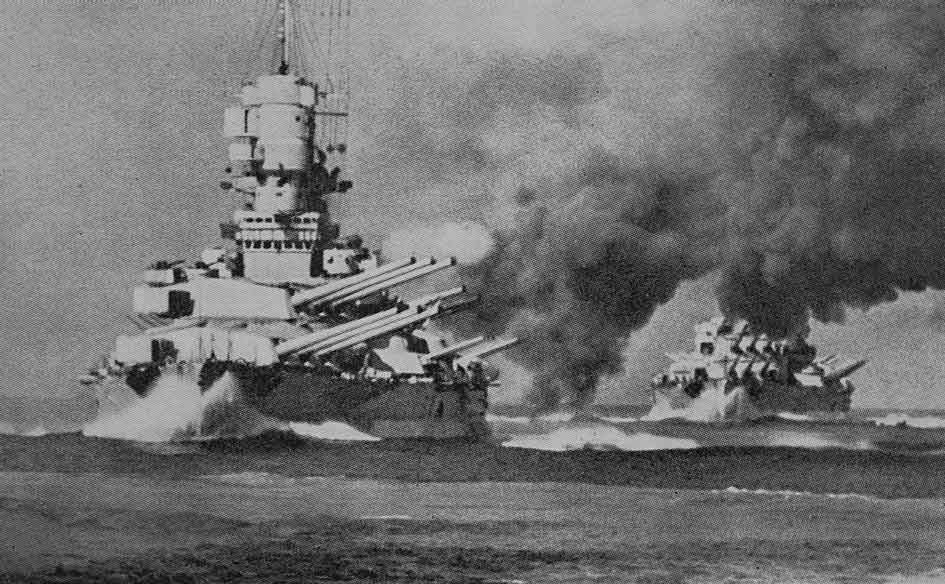
O Littorio e o Vittorio Veneto no Mar Mediterrâneo durante a guerra

O Littorio, depois de ser concertado, participou de uma incursão para interceptar forças britânicas entre os dias 22 e 25 de agosto, mas sem sucesso. Ele liderou um ataque contra um comboio Aliado em 27 de setembro de 1941. A força escoltando o comboio incluía os couraçados britânicos HMS Nelson, HMS Rodney e HMS Prince of Wales; o reconhecimento italiano relatou a presença de uma escolta poderosa e o comandante italiano decidiu recuar e voltar, pois tinha ordens de não entrar em combate a menos que possuísse uma boa superioridade numérica. Participou de outra varredura em 13 de dezembro para pegar um comboio de Malta, porém essa tentativa foi cancelada depois do Vittorio Veneto ter sido torpedeado por um submarino britânico. Três dias depois, o Littorio escoltou a Operação M42, um comboio de suprimentos para forças no Norte da África. Os sucessos britânicos na decifração dos códigos Enigma dificultaram cada vez mais que comboios do Eixo chegassem no Norte da África, assim os italianos colocaram sua frota de batalha na escolta com o objetivo de melhor protegê-los. No dia seguinte participou da Primeira Batalha de Sirte. A força italiana enfrentou um escolta britânica de um comboio que coincidentemente cruzou com o caminho da M42 no mesmo dia. O Littorio abriu fogo a uma distância de 32 quilômetros, porém não acertou. O fogo pesado italiano mesmo assim forçou o recusou britânico e a M42 chegou na África intacta.
O navio novamente foi encarregado de escoltar um comboio de suprimentos em 3 de janeiro de 1942, desta vez a Operação M43; ele retornou ao porto três dias depois em 6 de janeiro. O Littorio participou em 22 de março da Segunda Batalha de Sirte, atuando como a capitânia da força italiana que estava tentando destruir outro comboio britânico rumando para Malta. Vários contratorpedeiros britânicos tentaram um ataque a curta-distância contra o couraçado depois do cair da noite, porém disparos de suas armas principais e secundárias forçaram o recuo dessas embarcações. Um dos contratorpedeiros, enquanto recuava, conseguiu acertar o Littorio com um único projétil de 120 milímetros, que causou danos mínimos na popa. O couraçado, durante esse confronto, danificou seriamente os contratorpedeiros HMS Havock e HMS Kingston; também acertou o cruzador HMS Euryalus, mas não infligiu grandes danos. A onda de choque dos disparos da torre de artilharia traseira do Littorio incendiou um de seus hidroaviões, porém não houve danos sérios contra o navio. A embarcação disparou um total de 181 disparos de sua bateria principal no decorrer da batalha. Apesar dos italianos não terem conseguido atacar o comboio diretamente, isto forçou os navios de transporte a se espalharem e muitos foram afundados logo no dia seguinte por ataques aéreos.
Os italianos, em 14 de junho, lançaram uma ação para interceptar um novo comboio que saiu de Alexandria para Malta. O Littorio, Vittorio Veneto, quatro cruzadores e doze contratorpedeiros foram despachados. Os britânicos rapidamente localizaram a frota italiana e lançaram vários ataques aéreos noturnos em uma tentativa de impedi-los de alcançarem o comboio, porém as aeronaves não conseguiram acertar os alvos. O Littorio foi acertado por uma bomba jogada por um Consolidated B-24 Liberator no dia seguinte, enquanto procurava pelo comboio; ela acertou o teto da torre de artilharia principal dianteira, porém causou danos mínimos no telêmetro e barbeta, além de danos de estilhaços no convés. A torre continuou operacional e o couraçado permaneceu com a frota. A ameaça do Littorio e do Vittorio Veneto fez os britânicos abortarem o comboio. Os italianos interromperam a procura às 14h00min e voltaram para o porto. O Littorio foi atingido por um torpedo jogado de um bombardeiro Vickers Wellington por volta da meia-noite do mesmo dia, o que fez com que 1,5 mil toneladas de água entrassem na proa. Contra-inundações diminuíram o adernamento. O navio conseguiu voltar para o porto e seus reparos duraram até 27 de agosto. Ele permaneceu em Tarento até 12 de dezembro, quando foi transferido para La Spezia.

### Fim de carreira

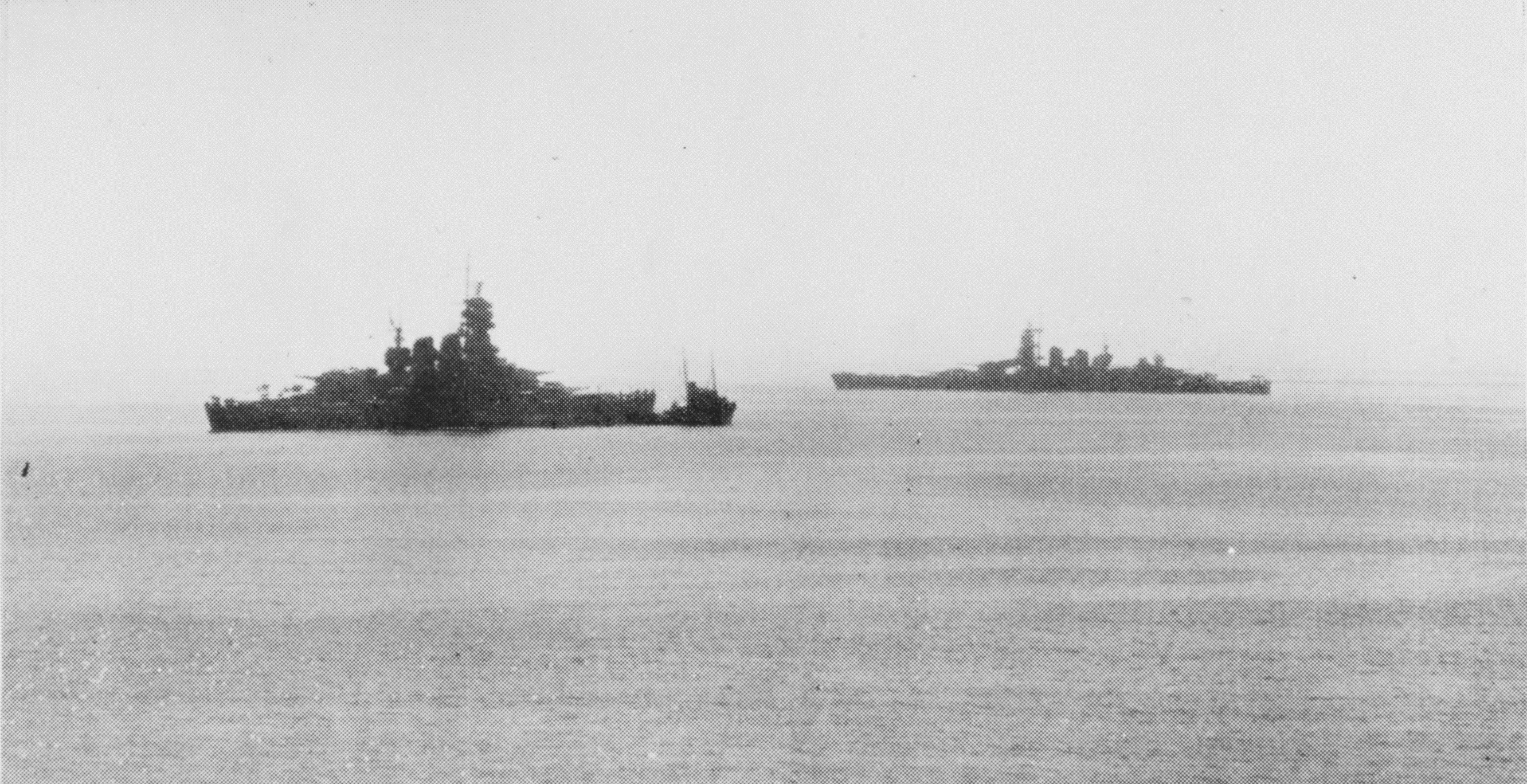
O Italia e o Vittorio Veneto em Malta depois da rendição italiana, setembro de 1943

O Littorio ficou inativo pelos primeiros seis meses de 1943 devido a uma escassez de combustível. Havia combustível suficiente para o Littorio, Vittorio Veneto e seu irmão recém-comissionado Roma, porém mesmo assim era suficiente apenas para emergências. Um bombardeio norte-americano contra o porto de La Spezia em 19 de junho atingiu o Littorio três vezes. A embarcação foi renomeada para Italia em 30 de julho depois da queda do governo de Benito Mussolini. A Itália assinou um armistício com os Aliados em 3 de setembro, encerrando sua participação na guerra. O Italia e o resto da frota partiram seis dias depois para se renderem aos Aliados com a previsão de que fossem internados em algum lugar pelo restante do conflito. Entretanto, bombardeiros alemães Dornier Do 217 atacaram a frota. O Roma foi afundando na ação, enquanto o Italia foi atingido na frente da primeira torre de artilharia; essa bomba atravessou o casco e explodiu na água embaixo do navio, causando danos sérios.
O Italia e o Vittorio Veneto, junto com boa parte do restante da frota italiana, ficaram primeiro em Malta, depois foram transferidos para Alexandria no Egito e por fim, em 14 de setembro, foram deixados no Grande Lago Amargo no Canal de Suez, onde permaneceram até o final da guerra. O navio recebeu permissão para voltar para a Itália em 5 de fevereiro de 1947. O tratado de paz com os italianos foi oficialmente assinado cinco dias depois e o Italia foi entregue aos Estados Unidos como prêmio de guerra. Ele acabou sendo removido do registro naval em 1º de junho de 1948 e foi desmontado em La Spezia entre 1952 e 1954.